# Naksha
Naksha (tłumaczenie:"Mapa", tytuł angielski "Naksha: Unlock the Mystery") – indyjski film akcji i komedia zainspirowana hollywoodzkim filmem Poszukiwacze zaginionej Arki. Film wyreżyserował w 2006 roku debiutant Sachin Bajaj. W rolach głównych nagrodzony za debiut w Company Vivek Oberoi, Sunny Deol i Jackie Shroff. Tematem filmu jest dorastanie niedojrzałego zależnego od matki chłopca do samodzielności i męskości. Dorastanie to dokonuje się w  walce, zmaganiu się z własnym strachem i pokonywaniu przeszkód. Film przedstawia ponadto przygody dwojga nieznanych sobie dotychczas i nieufających sobie przyrodnich braci, którzy razem szukając odpowiedzi, co stoi za samobójczą śmiercią ojca, znajdują w sobie przyjaźń i oparcie.

## Fabula
Profesorowi archeologii Kapilowi Malhotra udaje się wpaść na ślad niebezpiecznej tajemnicy. Znajduje mapę, która umożliwia odnalezienie zbroi i kolczyków jednego z bohaterów Mahabharaty. Są one wyzwaniem dla bogów, źródłem nieśmiertelności dla ich posiadacza. Odkrycie to staje się dla niego przyczyną nieszczęścia. Ginie on w starciu z  archeologiem Bali (Jackie Shroff) gotowym wydrzeć Bogu tajemnicę nieśmiertelności po to, aby zapanować nad światem. Umierając Malhotra poświęca się, aby zdobycie zbyt wielkiej mocy nie sprzyjało zwycięstwu zła nad dobrem. Podczas pogrzebu opłakują go dwie kobiety: porzucona kiedyś żona i ta, z którą dzielił życie ostatnio. Obok każdej z nich stoi osierocony syn. Mija 20 lat. Młodszy syn prof. Malhotry Vicky (Vivek Oberoi) odnajduje w rzeczach ojca kopię zaginionej mapy. Wyręczany na każdym kroku przez mamusię lekkoduch rusza w niedostępne i niebezpieczne góry w Uttaranchal, aby poznać tajemnicę śmierci ojca.

## Obsada
- Sunny Deol – Veer
- Vivek Oberoi – Vicky
- Sameera Reddy – Ria
- Jackie Shroff – Bali
- Trilok Malhotra – profesor Kapil Malhotra

## Piosenki
1. Shake It
2. Yaara Ve
3. Let's Do Balle Balle
4. Jat Yamla
5. Nasha
6. U and I – Dil Se Mile Dil
7. Yaara Ve – Tumbi House Mix
8. Jat Yamla – Remix
9. Shake Shake – All Ladies In The House